# Fussball-Club Rot-Weiß Erfurt 2010-2011
Questa voce raccoglie le informazioni riguardanti il Fussball-Club Rot-Weiß Erfurt nelle competizioni ufficiali della stagione 2010-2011.

## Stagione
Nella stagione 2010-2011 il Rot Weiss Erfurt, allenato da Stefan Emmerling, concluse il campionato di 3. Liga al 5º posto.

## Rosa
| N. |                      | Ruolo | Calciatore            |
| -- | -------------------- | ----- | --------------------- |
| 1  | Germania (bandiera)  | P     | Dirk Orlishausen      |
| 2  | Germania (bandiera)  | D     | Rudolf Zedi           |
| 4  | Germania (bandiera)  | D     | Dennis Malura         |
| 5  | Germania (bandiera)  | D     | Martin Pohl           |
| 6  | Germania (bandiera)  | C     | Denis Weidlich        |
| 7  | Cambogia (bandiera)  | A     | Chhunly Pagenburg     |
| 8  | Germania (bandiera)  | C     | Sebastian Becker      |
| 9  | Germania (bandiera)  | A     | Julian Lüttmann       |
| 10 | Germania (bandiera)  | A     | Marcel Reichwein      |
| 11 | Rep. Ceca (bandiera) | A     | Petr Smíšek           |
| 13 | Francia (bandiera)   | C     | Julien Humbert        |
| 14 | Germania (bandiera)  | C     | Fabian Stenzel        |
| 15 | Germania (bandiera)  | D     | Christopher Handke    |
| 16 | Germania (bandiera)  | A     | Dominick Drexler      |
| 18 | Germania (bandiera)  | C     | Martin Hauswald       |
| 19 | Germania (bandiera)  | P     | Andreas Sponsel       |
| 20 | Germania (bandiera)  | A     | Tino Semmer           |
| 21 | Germania (bandiera)  | D     | Jens Möckel           |
| 22 | Germania (bandiera)  | C     | Nils Pfingsten-Reddig |

| N. |                        | Ruolo | Calciatore        |
| -- | ---------------------- | ----- | ----------------- |
| 23 | Germania (bandiera)    | D     | Dennis Hillebrand |
| 25 | Germania (bandiera)    | P     | Jonas Heidrich    |
| 26 | Germania (bandiera)    | D     | Thomas Ströhl     |
| 27 | Marocco (bandiera)     | A     | Fikri El Haj Ali  |
| 28 | Germania (bandiera)    | A     | Kevin Schenke     |
| 29 | Inghilterra (bandiera) | D     | Rhys Tyler        |
| 30 | Germania (bandiera)    | C     | Olivier Caillas   |
| 34 | Germania (bandiera)    | D     | Matthias Rahn     |
| 35 | Germania (bandiera)    | A     | Toni Juraschek    |
| 37 | Germania (bandiera)    | A     | Sebastian Hauck   |
| 38 | Germania (bandiera)    | D     | Tom Bertram       |
| 39 | Germania (bandiera)    | C     | Maik Baumgarten   |
| 39 | Germania (bandiera)    | A     | Hans Oeftger      |
| 41 | Germania (bandiera)    | C     | Fabian Paradies   |
|    | Germania (bandiera)    | P     | Benedikt Kaiser   |
|    | Germania (bandiera)    | C     | Patrick Göbel     |
|    | Germania (bandiera)    | C     | Karl Grohs        |
|    | Germania (bandiera)    | C     | Niklas Odenwald   |
|    | Germania (bandiera)    | C     | Nick Walter       |

## Organigramma societario
Area tecnica
- Allenatore: Stefan Emmerling
- Allenatore in seconda:
- Preparatore dei portieri:
- Preparatori atletici:

## Calciomercato

### Sessione estiva
| Acquisti | Acquisti              | Acquisti                | Acquisti |
| R.       | Nome                  | da                      | Modalità |
| -------- | --------------------- | ----------------------- | -------- |
| A        | Deniz Sığa            | Magdeburgo              |          |
| A        | Dominick Drexler      | Bayer Leverkusen        |          |
| A        | Fikri El Haj Ali      | Wacker Burghausen       |          |
| A        | Sebastian Hauck       | RB Lipsia               |          |
| A        | Toni Juraschek        | RB Lipsia               |          |
| C        | Fabian Paradies       | Rot-Weiß Erfurt U19     |          |
| C        | Nils Pfingsten-Reddig | Kickers Offenbach       |          |
| A        | Marcel Reichwein      | Jahn Ratisbona          |          |
| A        | Kevin Schenke         | Eintracht Sondershausen |          |
| C        | Denis Weidlich        | Babelsberg              |          |
| D        | Rudolf Zedi           | Paderborn               |          |

| Cessioni | Cessioni          | Cessioni           | Cessioni |
| R.       | Nome              | a                  | Modalità |
| -------- | ----------------- | ------------------ | -------- |
| C        | Manuel Bölstler   | Arminia Bielefeld  |          |
| A        | Christian Beck    | Torgelower         |          |
| C        | Samil Çinaz       | FSV Francoforte    |          |
| A        | Carsten Kammlott  | RB Lipsia          |          |
| A        | Fabian Montabell  | Fortuna Colonia    |          |
| C        | Thiago Rockenbach | Fortuna Düsseldorf |          |

### Sessione invernale
| Acquisti | Acquisti | Acquisti | Acquisti |
| R.       | Nome     | da       | Modalità |
| -------- | -------- | -------- | -------- |

| Cessioni | Cessioni        | Cessioni             | Cessioni |
| R.       | Nome            | a                    | Modalità |
| -------- | --------------- | -------------------- | -------- |
| A        | Deniz Sığa      | Borussia Neunkirchen |          |
| C        | Gianluca Simari | Wehen Wiesbaden II   |          |

## Risultati

### 3. Liga

#### Girone di andata
| Arbitro: | Benedum |

|                                  |           |                |
| Vier 12’ Schwarz 22’ Rathgeb 31’ | Marcatori | 88’ Hillebrand |

| Arbitro: | Bandurski |

|  |           |                    |
|  | Marcatori | 83’ (rig.) Wiemann |

| Arbitro: | Kinhöfer |

|                     |           |            |
| Steegmann 2’ (rig.) | Marcatori | 19’ Möckel |

| Arbitro: | Schößling |

|                       |           |           |
| Hauswald 14’ Pohl 83’ | Marcatori | 76’ Thöle |

| Arbitro: | Glasmacher |

|                            |           |               |
| Nygaard 2’ Tunjić 27’, 90’ | Marcatori | 85’ Reichwein |

| Arbitro: | Perl |

|                                           |           |                             |
| Weidlich 30’, 60’ Semmer 44’ Hauswald 90’ | Marcatori | 36’ (rig.) Müller 57’ Hahne |

| Arbitro: | Welz |

|               |           |  |
| Omodiagbe 87’ | Marcatori |  |

| Arbitro: | Steinberg |

|                                                     |           |              |
| Pfingsten-Reddig 40’ (rig.), 76’ (rig.) Caillas 90’ | Marcatori | 84’ Feldhahn |

| Arbitro: | Thielert |

|                                         |           |  |
| Kumbela 2’, 39’ Kruppke 8’ Pfitzner 70’ | Marcatori |  |

| Arbitro: | Zwayer |

|                                          |           |             |
| Pfingsten-Reddig 15’ (rig.) Weidlich 78’ | Marcatori | 20’ Landeka |

| Arbitro: | Dietz |

|                 |           |               |
| Schnatterer 44’ | Marcatori | 61’ Reichwein |

| Arbitro: | Aytekin |

|                                |           |  |
| Zedi 20’ Ströhl 57’ Semmer 63’ | Marcatori |  |

| Arbitro: | Valentin |

|            |           |                              |
| Pisano 86’ | Marcatori | 1’ Reichwein 34’, 63’ Semmer |

| Arbitro: | Dittrich |

|                     |           |            |
| Zedi 64’ Semmer 78’ | Marcatori | 17’ Löning |

| Arbitro: | Blos |

|              |           |  |
| Holzmann 87’ | Marcatori |  |

| Erfurt 13 novembre 2010, ore 14:00 CET 16ª giornata | Rot-Weiß Erfurt | 0 – 0 referto | Wehen Wiesbaden | Steigerwaldstadion (4 881 spett.)\| Arbitro: \| Beitinger \| |
| Arbitro:                                            | Beitinger       |               |                 |                                                              |

| Ratisbona 20 novembre 2010, ore 14:00 CET 17ª giornata | Jahn Ratisbona | 0 – 0 referto | Rot-Weiß Erfurt | Jahnstadion (2 728 spett.)\| Arbitro: \| Nowak \| |
| Arbitro:                                               | Nowak          |               |                 |                                                   |

| Arbitro: | Alt |

|                                                         |           |  |
| Möckel 17’ Weidlich 39’ Flottmann 50’ (aut.) Semmer 66’ | Marcatori |  |

| Arbitro: | Gorniak |

|  |           |                                                        |
|  | Marcatori | 4’, 55’ Semmer 80’ Caillas 88’ (rig.) Pfingsten-Reddig |

#### Girone di ritorno
| Arbitro: | Zwayer |

|                             |           |                           |
| Pfingsten-Reddig 16’ (rig.) | Marcatori | 3’ Aschauer 32’ Gardawski |

| Arbitro: | Cortus |

|                                                   |           |  |
| Ziegenbein 3’ Lartey 18’ von Walsleben-Schied 46’ | Marcatori |  |

| Arbitro: | Glasmacher |

|                                                        |           |  |
| Pfingsten-Reddig 22’ (rig.) Reichwein 48’ Hauswald 85’ | Marcatori |  |

| Arbitro: | Achmüller |

|                    |           |                                         |
| Caillas 34’ (aut.) | Marcatori | 19’ Caillas 57’ (rig.) Pfingsten-Reddig |

| Arbitro: | Seidel |

|                                        |           |  |
| Zedi 33’ Semmer 42’ Reichwein 67’, 86’ | Marcatori |  |

| Arbitro: | Dietz |

|           |           |               |
| Herrem 7’ | Marcatori | 46’ Reichwein |

| Arbitro: | Kampka |

|          |           |              |
| Zedi 15’ | Marcatori | 84’ Agyemang |

| Arbitro: | Bandurski |

|                         |           |             |
| Teixeira 55’ Occéan 88’ | Marcatori | 90’ Drexler |

| Arbitro: | Steuer |

|                                 |           |             |
| Reichwein 40’, 45’ Weidlich 87’ | Marcatori | 21’ Kruppke |

| Arbitro: | Rafati |

|             |           |                           |
| Ullmann 58’ | Marcatori | 31’ Zedi 85’, 88’ Drexler |

| Erfurt 2 aprile 2011, ore 14:00 CEST 30ª giornata | Rot-Weiß Erfurt | 0 – 0 referto | Heidenheim | Steigerwaldstadion (7 480 spett.)\| Arbitro: \| Dittrich \| |
| Arbitro:                                          | Dittrich        |               |            |                                                             |

| Arbitro: | Christ |

|             |           |                                    |
| Schuppan 4’ | Marcatori | 21’ Malura 25’ Stenzel 77’ Drexler |

| Arbitro: | Seidel |

|                             |           |                           |
| Pfingsten-Reddig 36’ (rig.) | Marcatori | 11’ Pisano 56’ Zimmermann |

| Arbitro: | Achmüller |

|                                      |           |               |
| Pischorn 19’ Danneberg 32’ Glibo 74’ | Marcatori | 38’, 44’ Zedi |

| Arbitro: | Alt |

|                        |           |  |
| Zedi 67’ Reichwein 71’ | Marcatori |  |

| Arbitro: | Willenborg |

|  |           |                      |
|  | Marcatori | 11’ Pfingsten-Reddig |

| Arbitro: | Meyer |

|  |           |              |
|  | Marcatori | 87’ Formento |

| Arbitro: | Osmers |

|                                      |           |                                     |
| Taylor 31’, 54’ Özkara 56’ Eckel 85’ | Marcatori | 16’ Semmer 24’ Reichwein 43’ Möckel |

| Arbitro: | Siebert |

|               |           |  |
| Reichwein 10’ | Marcatori |  |

## Statistiche

### Statistiche di squadra
| Competizione | Punti | In casa | In casa | In casa | In casa | In casa | In casa | In trasferta | In trasferta | In trasferta | In trasferta | In trasferta | In trasferta | Totale | Totale | Totale | Totale | Totale | Totale | DR  |
| Competizione | Punti | G       | V       | N       | P       | Gf      | Gs      | G            | V            | N            | P            | Gf           | Gs           | G      | V      | N      | P      | Gf     | Gs     | DR  |
| ------------ | ----- | ------- | ------- | ------- | ------- | ------- | ------- | ------------ | ------------ | ------------ | ------------ | ------------ | ------------ | ------ | ------ | ------ | ------ | ------ | ------ | --- |
| 3. Liga      | 61    | 19      | 12      | 3       | 4       | 36      | 14      | 19           | 6            | 4            | 9            | 27           | 31           | 38     | 18     | 7      | 13     | 63     | 45     | +18 |
| Totale       | 61    | 19      | 12      | 3       | 4       | 36      | 14      | 19           | 6            | 4            | 9            | 27           | 31           | 38     | 18     | 7      | 13     | 63     | 45     | +18 |

### Andamento in campionato
| Giornata  | 1  | 2  | 3  | 4  | 5  | 6  | 7  | 8  | 9  | 10 | 11 | 12 | 13 | 14 | 15 | 16 | 17 | 18 | 19 | 20 | 21 | 22 | 23 | 24 | 25 | 26 | 27 | 28 | 29 | 30 | 31 | 32 | 33 | 34 | 35 | 36 | 37 | 38 |
| --------- | -- | -- | -- | -- | -- | -- | -- | -- | -- | -- | -- | -- | -- | -- | -- | -- | -- | -- | -- | -- | -- | -- | -- | -- | -- | -- | -- | -- | -- | -- | -- | -- | -- | -- | -- | -- | -- | -- |
| Luogo     | T  | C  | T  | C  | T  | C  | T  | C  | T  | C  | T  | C  | T  | C  | T  | C  | T  | C  | T  | C  | T  | C  | T  | C  | T  | C  | T  | C  | T  | C  | T  | C  | T  | C  | T  | C  | T  | C  |
| Risultato | P  | P  | N  | V  | P  | V  | P  | V  | P  | V  | N  | V  | V  | V  | P  | N  | N  | V  | V  | P  | P  | V  | V  | V  | N  | N  | P  | V  | V  | N  | V  | P  | P  | V  | V  | P  | P  | V  |
| Posizione | 16 | 16 | 16 | 11 | 15 | 11 | 13 | 11 | 14 | 10 | 10 | 7  | 6  | 5  | 6  | 8  | 8  | 6  | 6  | 6  | 7  | 5  | 5  | 4  | 4  | 5  | 7  | 6  | 5  | 5  | 4  | 4  | 5  | 5  | 3  | 4  | 5  | 5  |

Legenda:

Luogo: C = Casa; T = Trasferta. Risultato: V = Vittoria; N = Pareggio; P = Sconfitta.

### Statistiche dei giocatori
| F. Ali              | 10 | 0  | 2  | 0 |
| M. Baumgarten       | 7  | 0  | 0  | 0 |
| S. Becker           | 0  | 0  | 0  | 0 |
| T. Bertram          | 21 | 0  | 4  | 1 |
| O. Caillas          | 31 | 3  | 10 | 0 |
| D. Drexler          | 19 | 4  | 0  | 0 |
| K. Grohs            | 0  | 0  | 0  | 0 |
| P. Göbel            | 3  | 0  | 0  | 0 |
| C. Handke           | 1  | 0  | 0  | 0 |
| S. Hauck            | 2  | 0  | 0  | 0 |
| M. Hauswald         | 30 | 3  | 5  | 0 |
| J. Heidrich         | 0  | 0  | 0  | 0 |
| D. Hillebrand       | 27 | 1  | 4  | 1 |
| J. Humbert          | 0  | 0  | 0  | 0 |
| T. Juraschek        | 1  | 0  | 0  | 0 |
| B. Kaiser           | 0  | 0  | 0  | 0 |
| J. Lüttmann         | 19 | 0  | 1  | 0 |
| D. Malura           | 30 | 1  | 5  | 1 |
| J. Möckel           | 35 | 3  | 15 | 0 |
| N. Odenwald         | 0  | 0  | 0  | 0 |
| H. Oeftger          | 0  | 0  | 0  | 0 |
| D. Orlishausen      | 37 | 0  | 1  | 0 |
| C. Pagenburg        | 0  | 0  | 0  | 0 |
| F. Paradies         | 0  | 0  | 0  | 0 |
| N. Pfingsten-Reddig | 36 | 9  | 6  | 0 |
| M. Pohl             | 14 | 1  | 5  | 0 |
| M. Rahn             | 0  | 0  | 0  | 0 |
| M. Reichwein        | 37 | 12 | 9  | 0 |
| K. Schenke          | 0  | 0  | 0  | 0 |
| T. Semmer           | 31 | 10 | 5  | 0 |
| G. Simari           | 0  | 0  | 0  | 0 |
| P. Smíšek           | 1  | 0  | 0  | 0 |
| A. Sponsel          | 3  | 0  | 0  | 0 |
| F. Stenzel          | 35 | 1  | 9  | 0 |
| T. Ströhl           | 18 | 1  | 3  | 0 |
| D. Sığa             | 1  | 0  | 0  | 0 |
| R. Tyler            | 2  | 0  | 0  | 0 |
| N. Walter           | 0  | 0  | 0  | 0 |
| D. Weidlich         | 33 | 5  | 5  | 0 |
| R. Zedi             | 37 | 8  | 3  | 0 |